# El amante (obra de teatro)
El amante es una obra de teatro de un acto del dramaturgo británico Harold Pinter, estrenada en televisión el 28 de marzo de 1963 y llevada a los escenarios ese mismo año.

## Argumento
Richard y Sarah son un matrimonio aparentemente feliz. La obra comienza cuando, por la mañana, justo antes de marchar hacia su trabajo, él le pregunta a ella con la mayor naturalidad, si esa tarde recibirá la visita del amante, a lo que ella replica al marido que no regrese al hogar antes de las seis. En una siguiente escena, Sarah recibe al amante, que resulta ser el propio Richard interpretando un papel, con lo que se revela el juego sexual que mantiene la pareja. El amante insinúa que está considerando romper esa relación adúltera. Sarah se decide a partir de ese momento recuperar a Richard, pero no en su dimensión de marido, sino en la de amante.

## Representaciones destacadas
- Arts Theatre, Londres, 18 de septiembre de 1963. Estreno.[2]
  - Dirección: Michael Codron.
  - Intérpretes: Scott Forbes (Richard), Vivien Merchant (Sarah), Michael Forest (John).

- Théâtre Hébertot, París, 1965.
  - Dirección: Claude Régy.
  - Intérpretes: Jean Rochefort (Richard), Delphine Seyrig (Sarah), Michel Bouquet (John).

- Teatro Eslava, Madrid, 1967.[3]
  - Dirección: Luis Escobar.
  - Intérpretes: Gustavo Rojo, María Cuadra.

- Teatro Poliorama, Barcelona, 1969.[4]
  - Intérpretes: Fernando Guillén, Gemma Cuervo.

- Young Vic, Londres, 1987.
  - Dirección: Kevin Billington.
  - Intérpretes: Simon Williams (Richard), Judy Buxton (Sarah), Malcom Ward (John).

- Círculo de Bellas Artes, Madrid, 2011.
  - Dirección: Fernando Sansegundo.
  - Intérpretes: Alberto Maneiro, Eva Higueras.

- [[Teatro de Las Cigüeñas bajo el título D4DR: The lover[5]]], Madrid, 2012.
  - Dirección: Rafael Negrete-Portillo.
  - Traducción y adaptación: Knight R. Crow [pseudónimo].
  - Intérpretes: Pepe Flores (Richi), Iris Loira (Sara), Patricia Fdez. Martín (voz investigadora [inglés]), Rafael Negrete-Portillo (voz investigador [español]).